# Haute-Avesnes
Haute-Avesnes ist eine französische Gemeinde mit 462 Einwohnern (Stand 1. Januar 2022) im Département Pas-de-Calais in der Region Hauts-de-France. Sie gehört zum Arrondissement Arras, zum Kanton Avesnes-le-Comte und zum Gemeindeverband Campagnes de l’Artois.

## Lage
Die Gemeinde Haute-Avesnes liegt im Südosten des Artois, elf Kilometer nordwestlich von Arras im Einzugsgebiet der oberen Scarpe. Nachbargemeinden von Haute-Avesnes sind Frévin-Capelle und Acq im Norden, Mont-Saint-Éloi im Nordosten, Marœuil im Osten, Étrun im Südosten, Agnez-lès-Duisans im Süden, Habarcq im Südwesten sowie Capelle-Fermont im Nordwesten.

## Bevölkerungsentwicklung
| Jahr                       | 1962 | 1968 | 1975 | 1982 | 1990 | 1999 | 2006 | 2014 | 2022 |
| -------------------------- | ---- | ---- | ---- | ---- | ---- | ---- | ---- | ---- | ---- |
| Einwohner                  | 227  | 247  | 309  | 405  | 413  | 384  | 392  | 435  | 462  |
| Quellen: Cassini und INSEE |      |      |      |      |      |      |      |      |      |

## Sehenswürdigkeiten

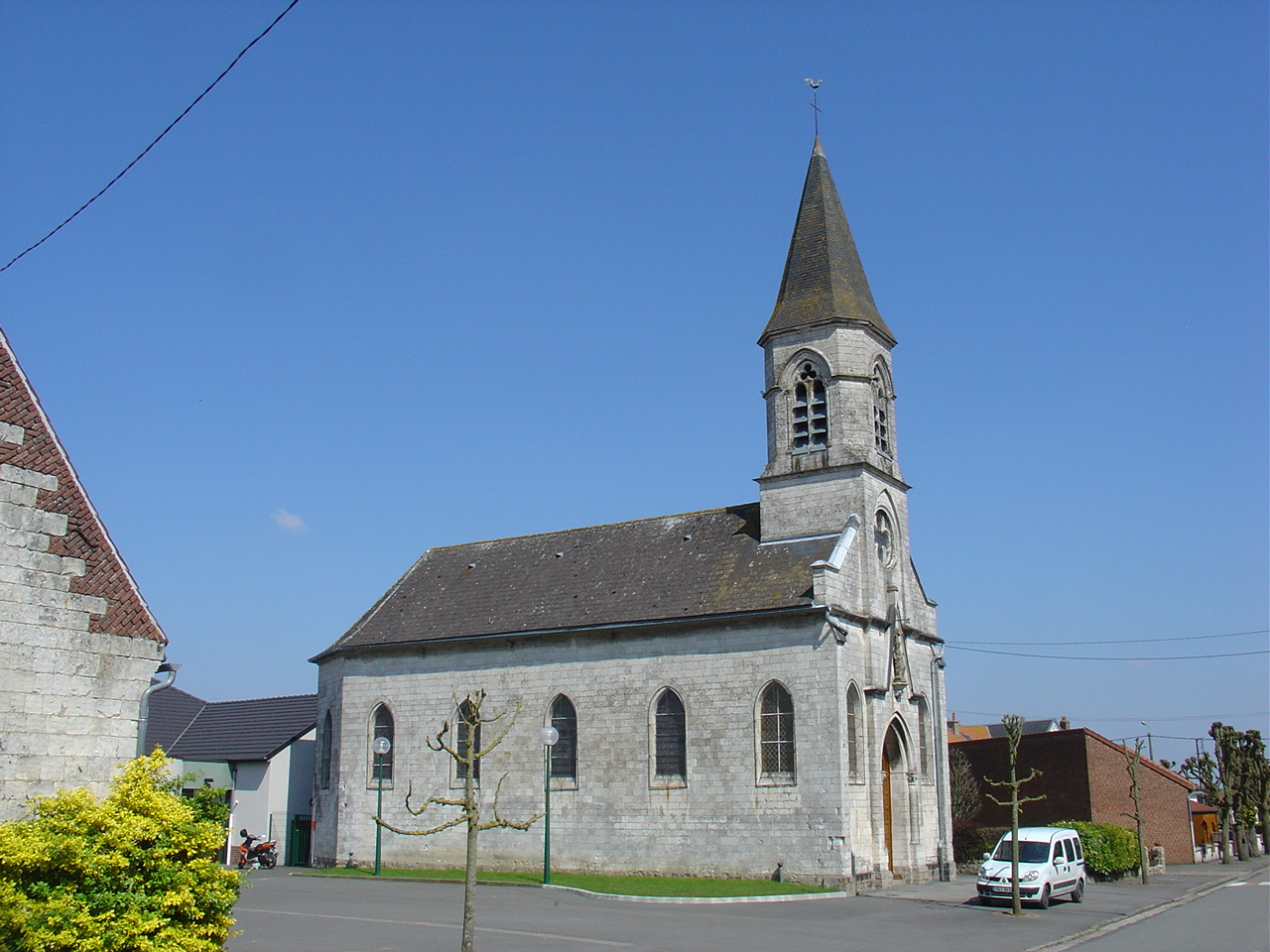
Kirche Saint-Jean-Baptiste
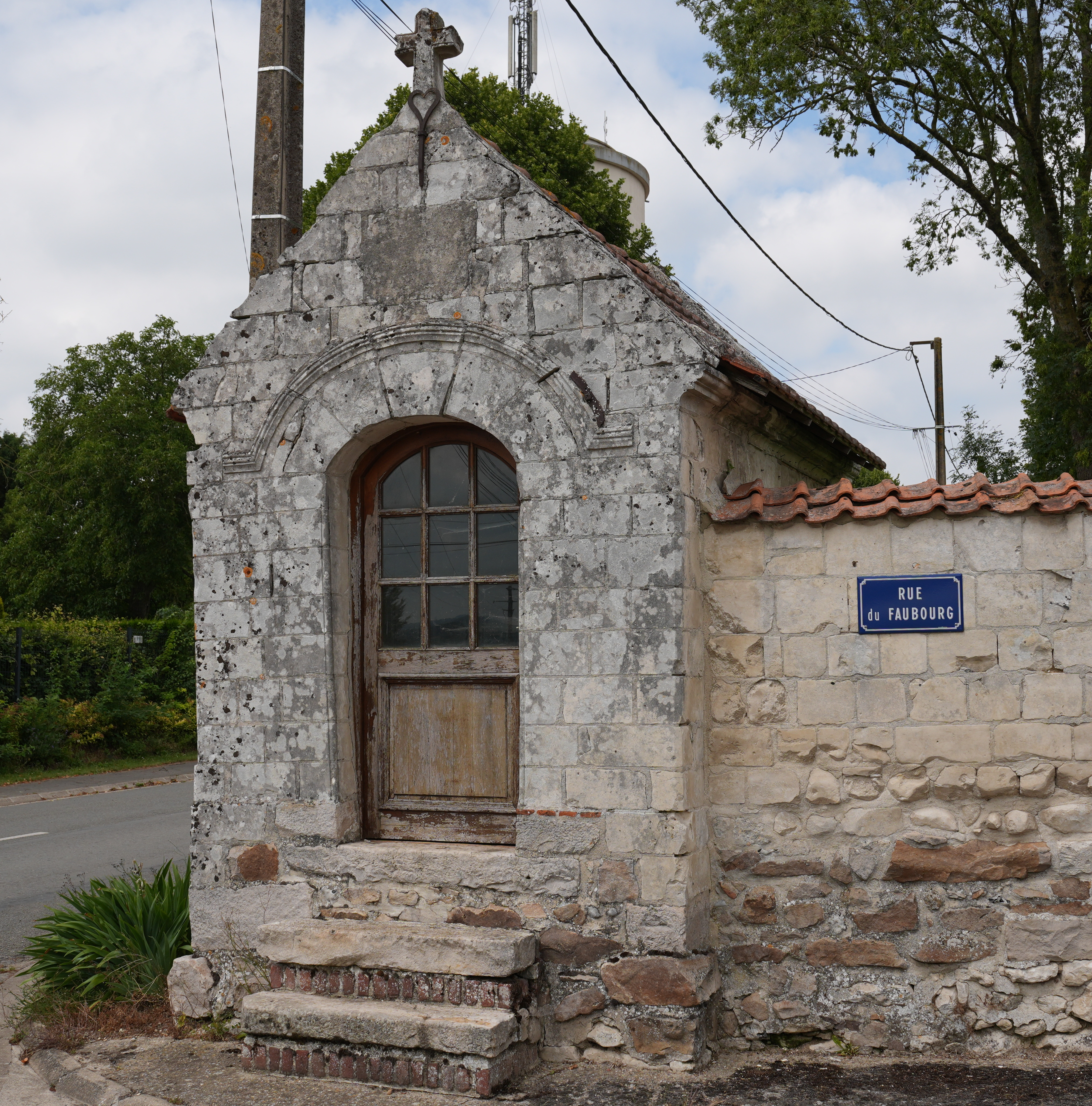
Kapelle Notre-Dame-de-Miséricorde
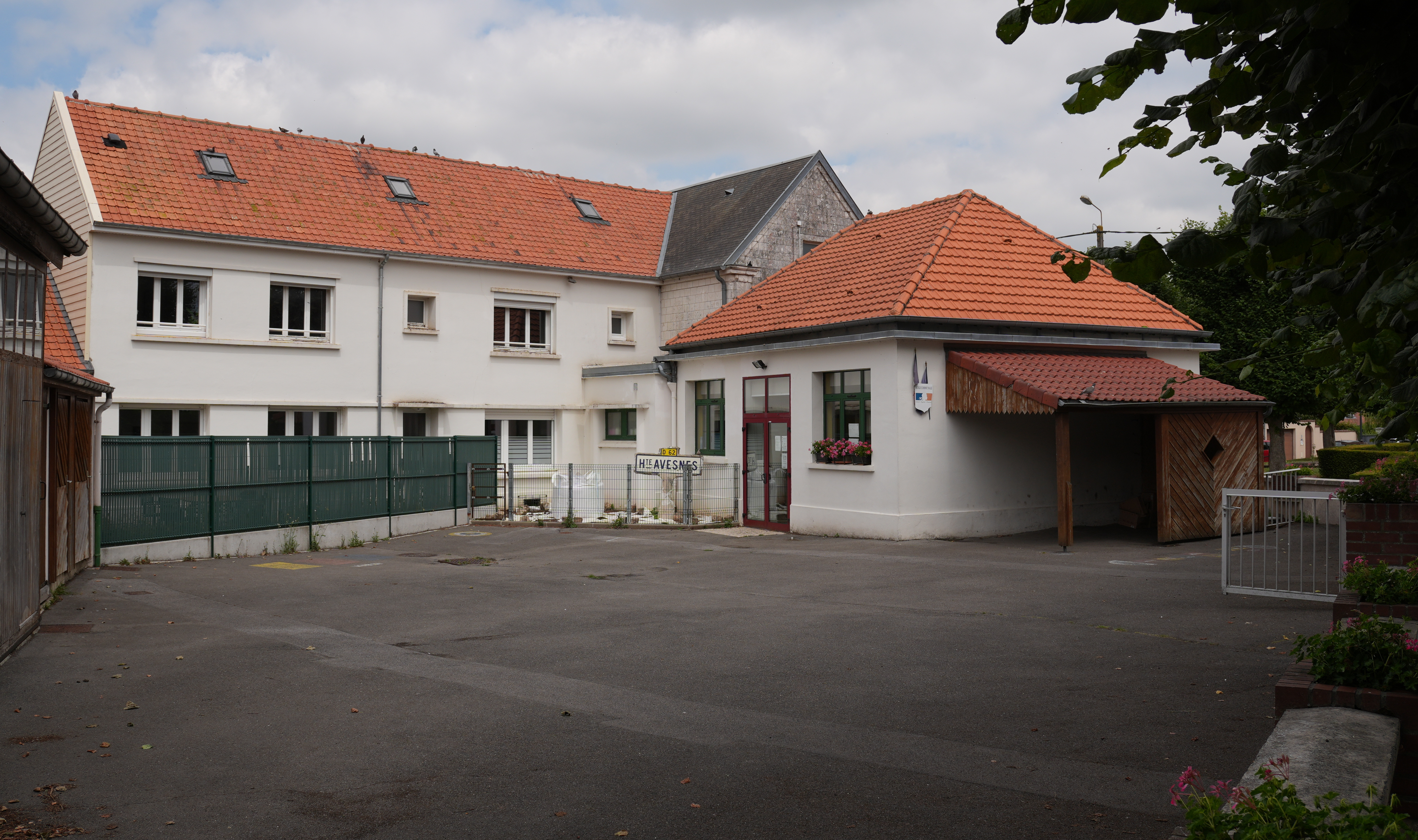
Schule
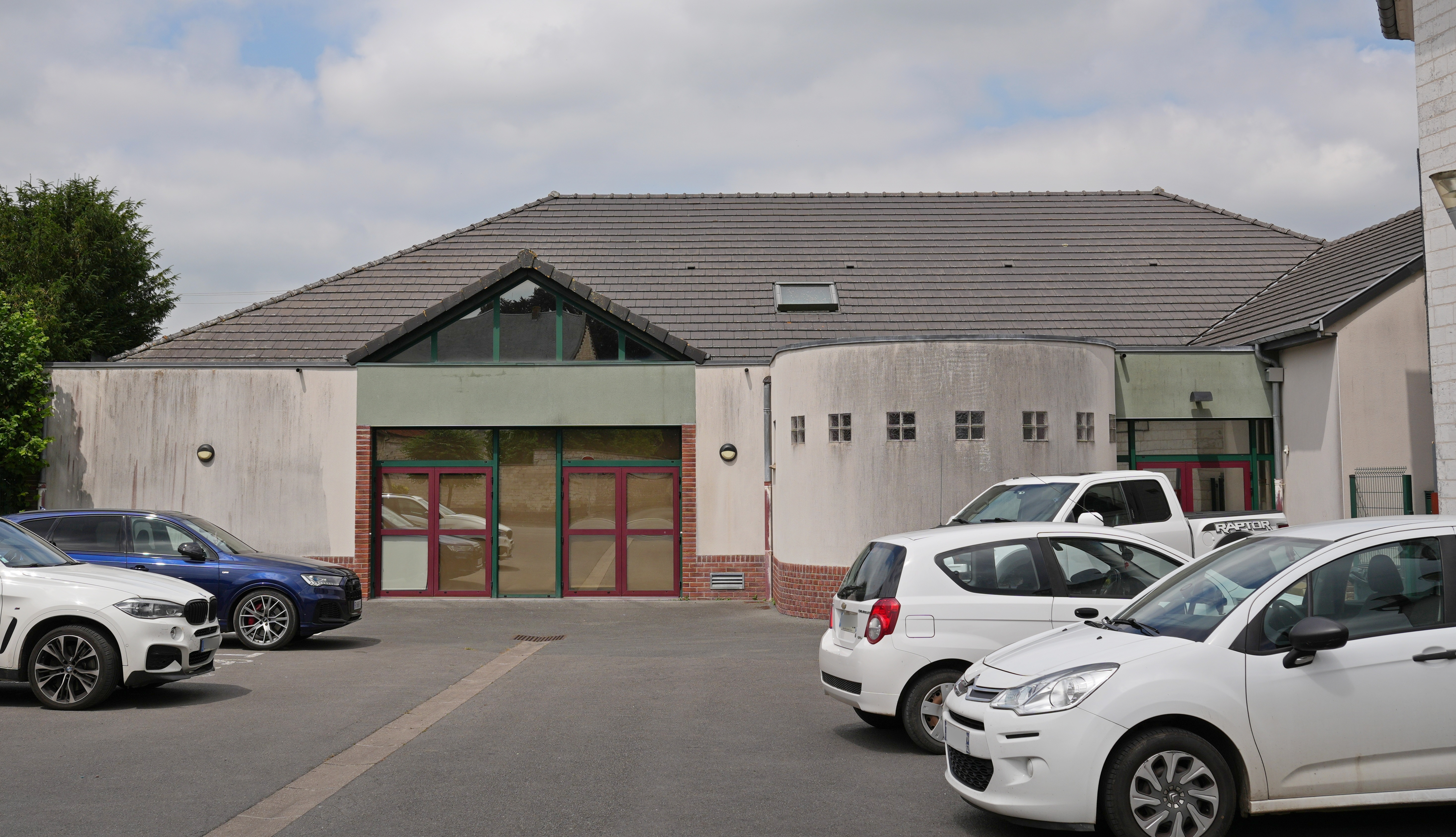
Gemeindefesthalle
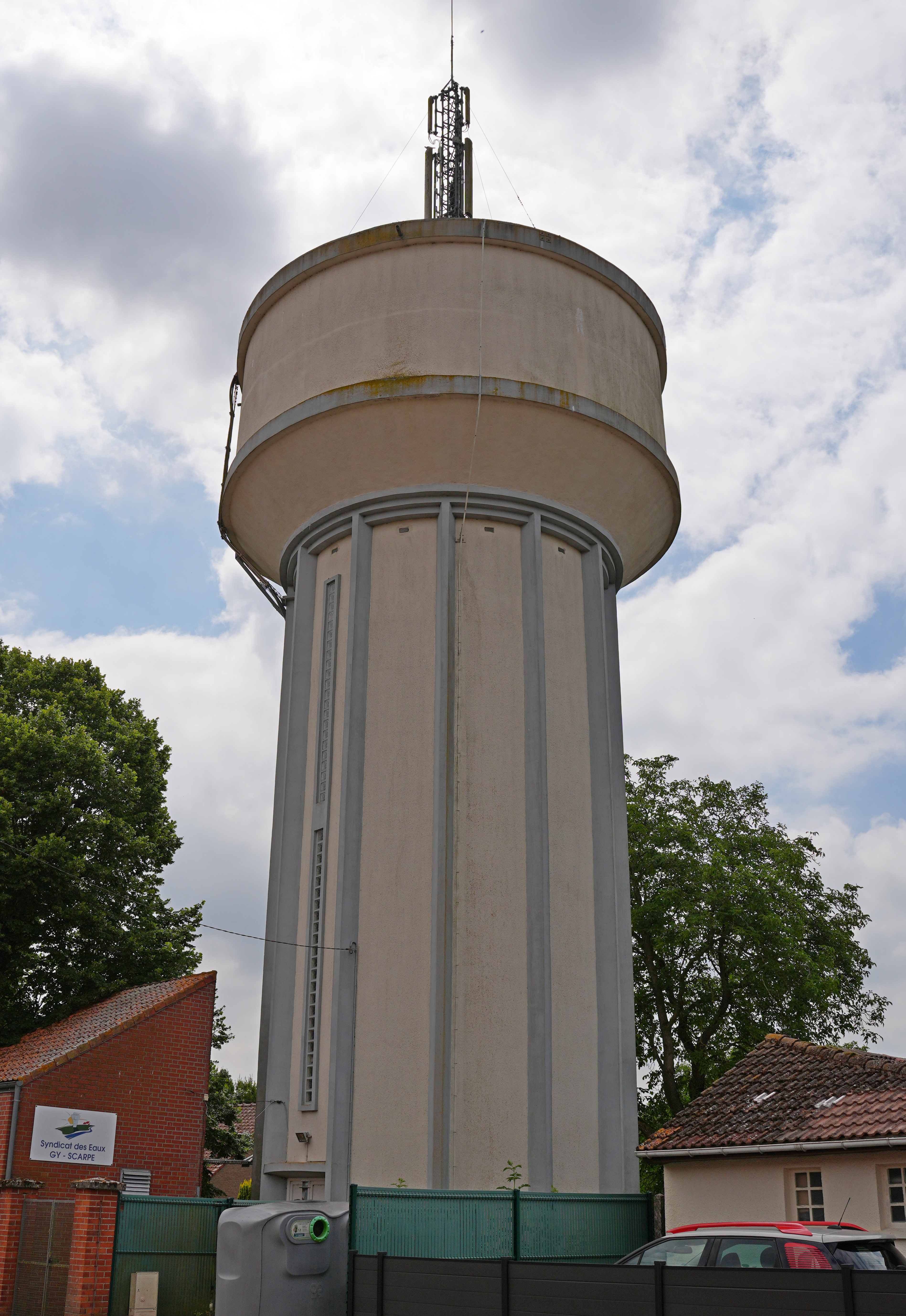
Wasserturm
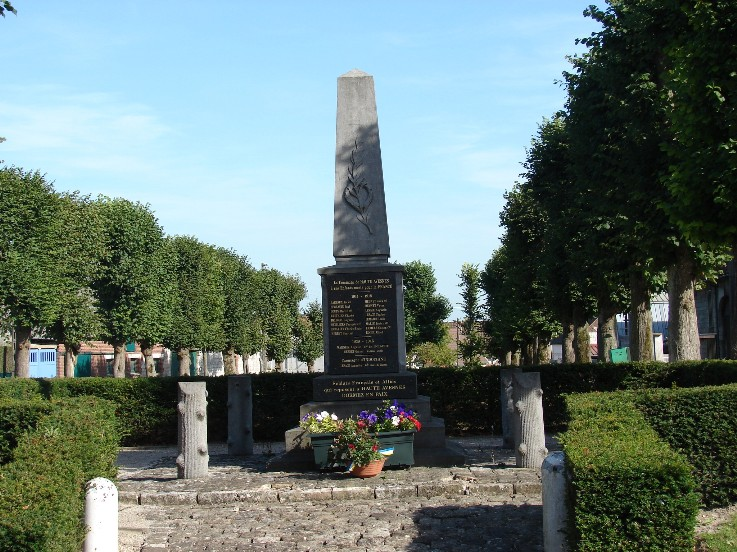
Gefallenendenkmal
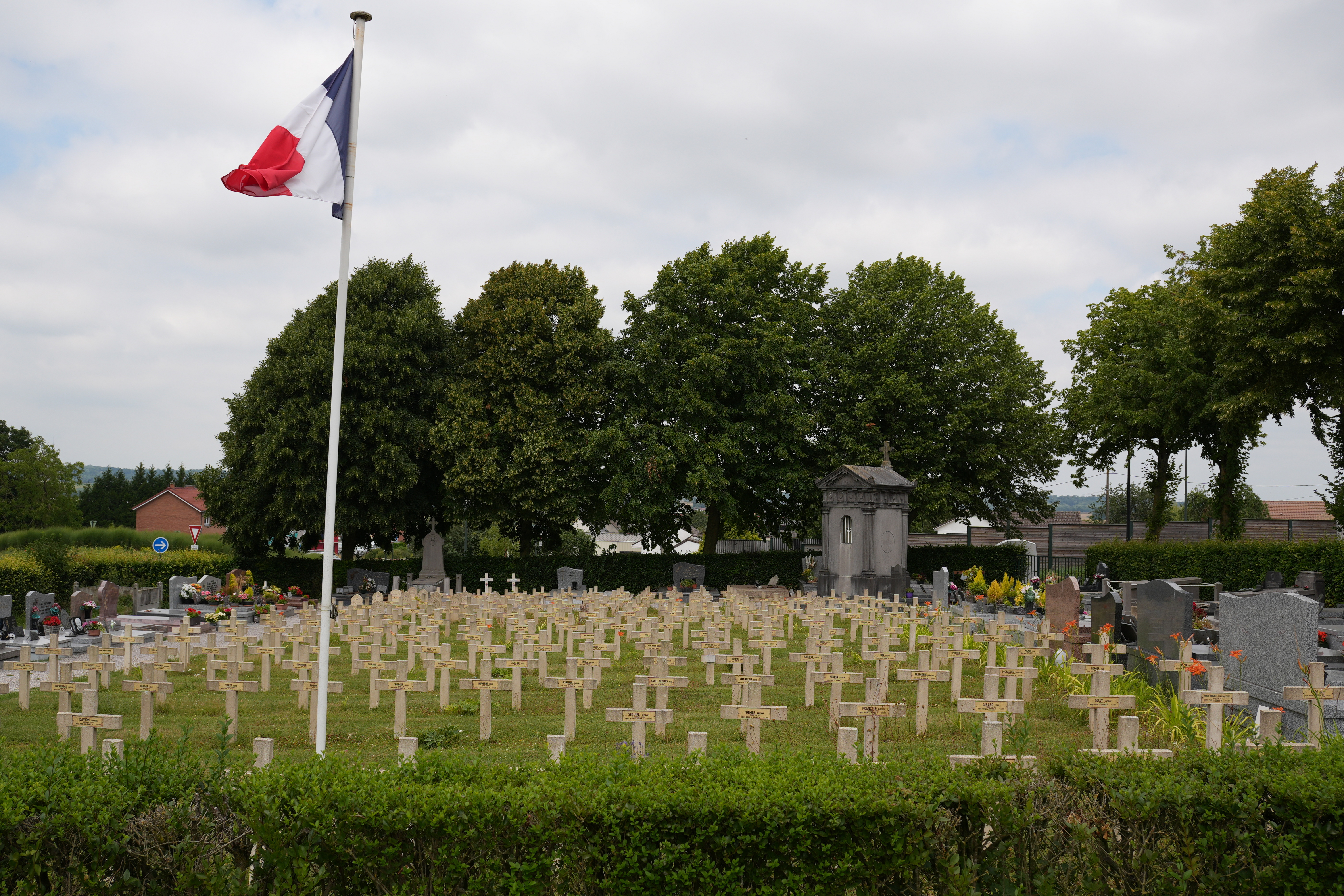
Soldatenfriedhof

- französischer Soldatenfriedhof

- Kirche Saint-Jean-Baptiste
- Kapelle Notre-Dame-de-Miséricorde
- Schule
- Gemeindefesthalle
- Wasserturm
- Gefallenendenkmal
- Soldatenfriedhof